# Tage Danielssons Bok
Tage Danielssons Bok (alternativt bara Bok) är en bok skriven av Tage Danielsson 1963.